# Placówka Straży Celnej „Ruda” (Bestwin)

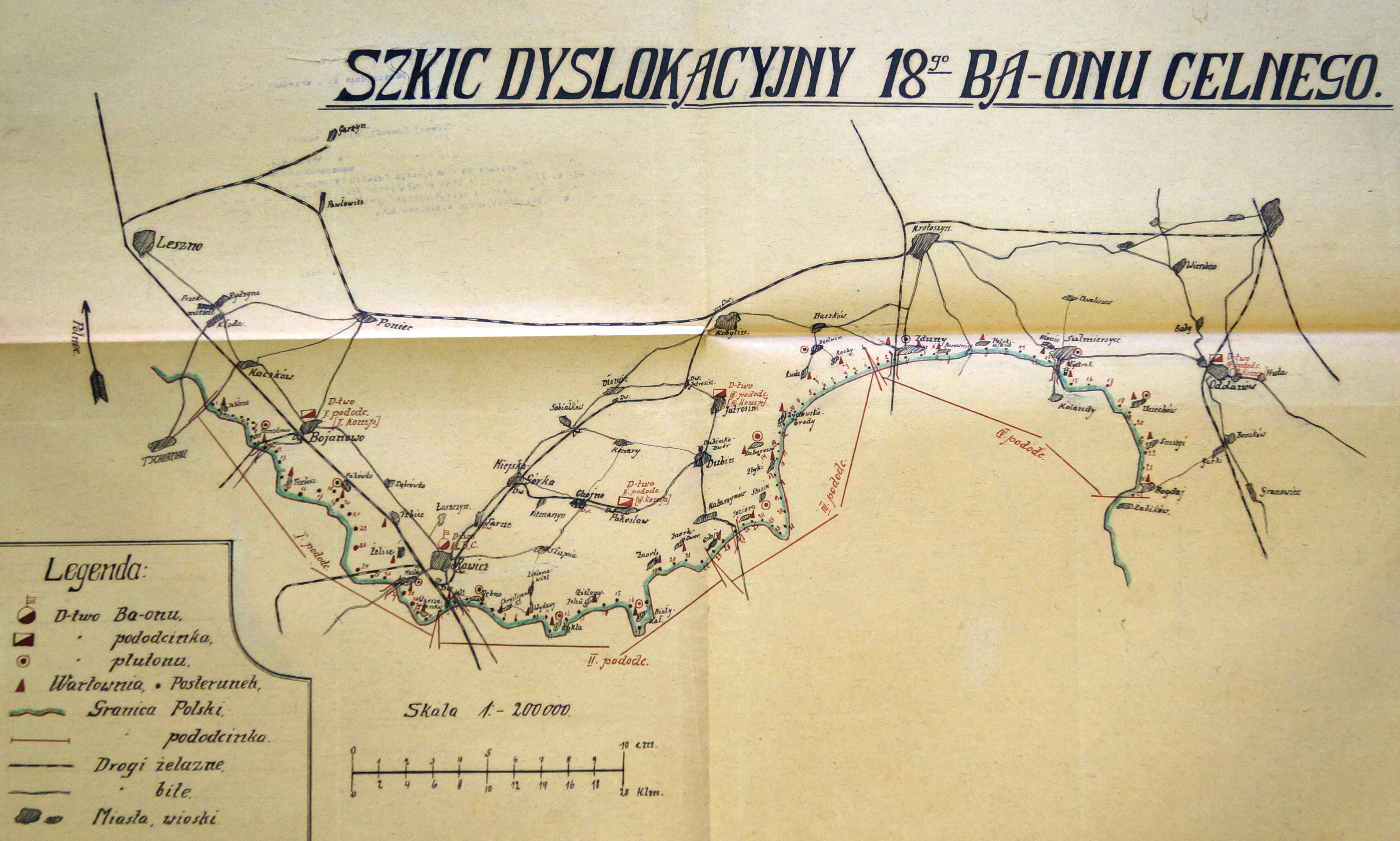
Szkic rozmieszczenia 18 batalionu celnego „Rawicz”

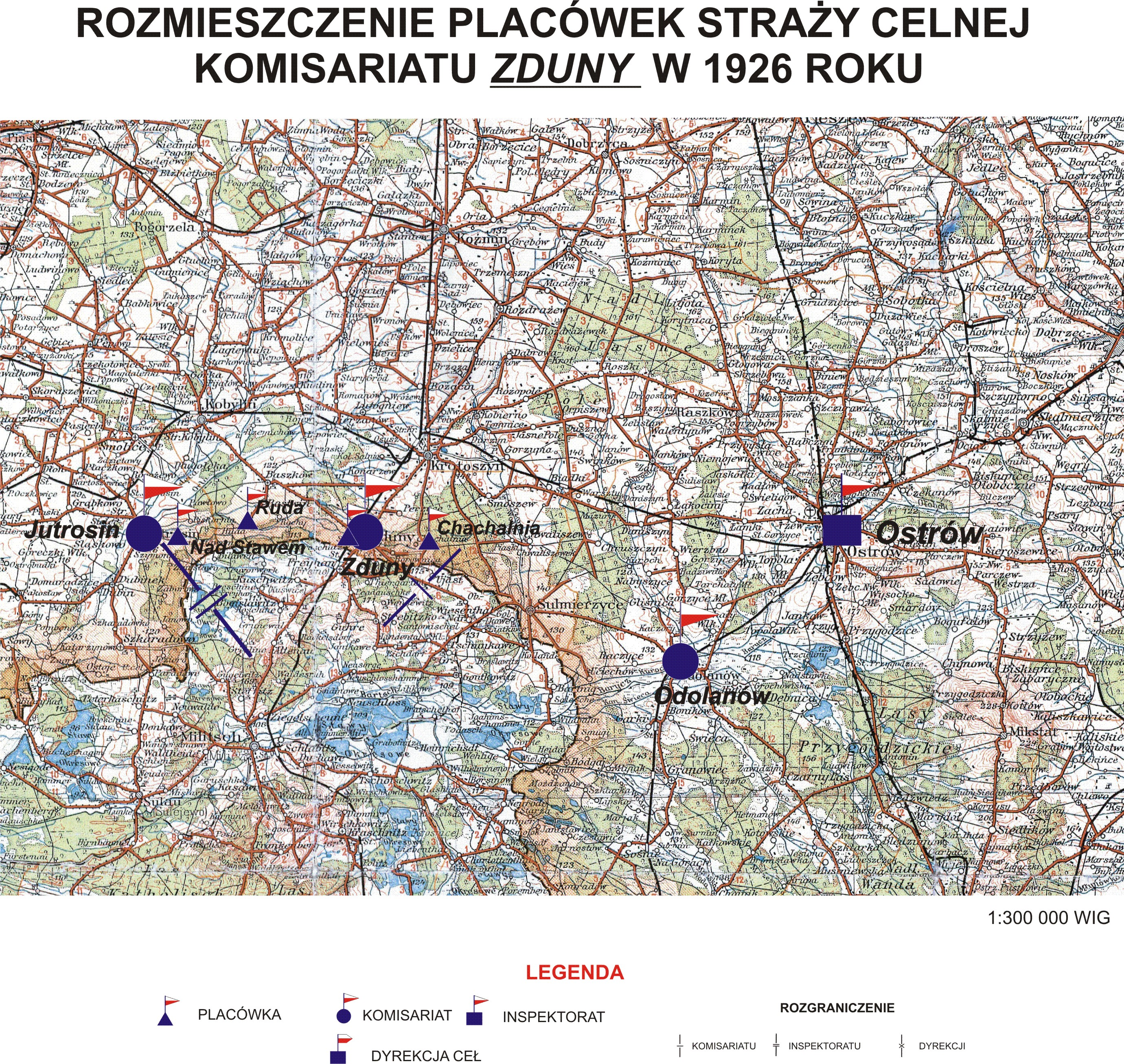
Rozmieszczenie placówek Straży Celnej Komisariatu Zduny

Placówka Straży Celnej „Ruda” – jednostka organizacyjna Straży Celnej pełniąca w okresie międzywojennym służbę ochronną na granicy polsko-niemieckiej.

## Formowanie i zmiany organizacyjne
Na wniosek Ministerstwa Skarbu, uchwałą z 10 marca 1920 roku, powołano do życia Straż Celną. Od połowy 1921 roku jednostki Straży Celnej rozpoczęły przejmowanie odcinków granicy od pododdziałów Batalionów Celnych. Proces tworzenia Straży Celnej trwał do końca 1922 roku. Placówka Straży Celnej „Ruda” weszła w podporządkowanie komisariatu Straży Celnej „Zduny” z Inspektoratu SC „Ostrów”.
W drugiej połowie 1927 roku przystąpiono do gruntownej reorganizacji Straży Celnej. W praktyce skutkowało to rozwiązaniem tej formacji granicznej. Ochronę północnej, zachodniej i południowej granicy państwa przejęła powołana z dniem 2 kwietnia 1928 roku Straż Graniczna.
Rozkazem nr 11 z 9 stycznia 1930 roku reorganizacji Wielkopolskiego Inspektoratu Okręgowego komendant Straży Granicznej płk Jan Jur-Gorzechowski ustalił numer i nową organizację komisariatu Straży Granicznej „Krotoszyn”. Placówka Straży Granicznej I linii „Rochy” w nim nie występuje. Występuje natomiast placówka Straży Granicznej I linii „Ruda”.

## Funkcjonariusze placówki
Kierownicy placówki
| stopień    | imię i nazwisko, numer     | okres pełnienia służby |
| ---------- | -------------------------- | ---------------------- |
| przodownik | Stanisław Sworowski (1560) | był w 1926             |

Obsada personalna placówki w 1926:
- przodownik Stanisław Sworowski (1560)
- strażnik Franciszek Gawlak (1066)
- strażnik Józef Knitter (1530)
- strażnik Władysław Bigosiński (1030)
- strażnik Stanisław Marciniak (484)
- strażnik Michał Grzesiński (1582)
- strażnik Władysław Brodala (2359)
- strażnik Marcin Mucha (1444)